# Luca Ubaldeschi
Luca Ubaldeschi (Novi Ligure, 1º maggio 1963) è un giornalista italiano.

## Biografia
Laureato in Scienze Politiche all’Università degli Studi di Genova con indirizzo economico. Ha esordito come giornalista professionista nel 1987, nei settori della cronaca e dello sport. È stato caporedattore centrale e responsabile della redazione milanese de La Stampa. In seguito è divenuto vice direttore vicario de La Stampa di Torino. Dal 1º dicembre 2018 al 30 settembre 2023 è stato direttore del quotidiano Il Secolo XIX, subentrando a Massimo Righi e venendo succeduto da Stefania Aloia.
Dal 1º novembre 2023 è direttore unico dei sei quotidiani locali pubblicati in Veneto e Friuli-Venezia Giulia da Nord Est Multimedia S.p.a.: Il mattino di Padova, La Tribuna di Treviso, il Corriere delle Alpi, La Nuova Venezia, Messaggero Veneto e Il Piccolo
. 

## Opere
- Il nostro Coppi - Il campionissimo nel ricordo dei figli Marina e Fausto, Fondazione Cassa di Risparmio di Tortona, 2010.